# سلالة هوتفيل
بيت هوتفيل (بالفرنسية: Maison de Hauteville)‏ و (بالإيطالية: Casa d'Altavilla)‏ و (بالصقلية: Casa d'Autavilla) كانت أسرة بارونية نورمانية صغيرة من كوتنتان و الذين صعدوا إلى صدارة أوروبا من خلال الفتوحات في منطقة البحر الأبيض المتوسط و خاصة جنوب إيطاليا وصقلية. كما شاركت في غزو النورمانديين لإنكلترا.